# Carl Johan Backman (journalist)
Carl Johan Backman, född den 26 augusti 1825 i Stockholm, död där den 23 juni 1874, var en svensk skriftställare, huvudsakligen verksam som översättare av sin tids moderna författare, men också som journalist och tidningsredaktör. 

## Biografi
Backman var son till expeditionssekreteraren Carl Anders Backman och hans hustru Johanna Carolina Hagborg. Han tog studentexamen i Uppsala 1844 och blev filosofie doktor 1851. Samma år fick han anställning vid kungens kansli men började snart ägna sig åt skrivande på heltid. År 1853 flyttade han till Uppsala och sysselsatte sig med översättningar samtidigt som han var redaktör för tidningen Upsala-Biet. År 1858 flyttade han åter till Stockholm och var i några år medarbetare i Nya Dagligt Allehanda, Aftonbladet och Stockholms Dagblad. Mellan 1867 och 1870 gav han ut Idun, tidning för utländsk Novell- och Romanlitteratur i svensk öfversättning. Bland de författare han översatt till svenska finns exempelvis Edward Bulwer-Lytton, Paul Heyse, Fritz Reuter, Charles Dickens, Ivan Turgenjev, William Thackeray, Friedrich Spielhagen och H.C. Andersen.